# オラシオ・ゴメス・ボラーニョ
オラシオ・ゴメス・ボラーニョ（スペイン語: Horacio Gómez Bolaños、1930年6月28日 - 1999年11月21日）は、メキシコの俳優、プロデューサー、脚本家である。俳優兼コメディアンのロベルト・ゴメス・ボラーニョは兄である。
彼の作品はカメラの前で演じられることを意図していませんでしたが、彼は才能を要求し、最も特別なキャラクターの1人であるゴディーンを演じる俳優になりました。
彼は1999年11月21日に、テレビサのための(スペイン語: Chespirito)へのオマージュの制作中に心臓発作で亡くなりました。